# 三角大福
三角大福，為日本政治名词，由1972年参加自民党总裁竞选的四位自民党日本首相三木武夫、田中角荣、大平正芳、福田赳夫四人的名字中各取一字而成。若加上中曾根康弘，則變成三角大福中。
| 名字     | 三木武夫      | 田中角栄      | 大平正芳      | 福田赳夫      | 中曾根康弘    |
| 圖片     |               |               |               |               |               |
| 生没年   | 1907年-1988年 | 1918年-1993年 | 1910年-1980年 | 1905年-1995年 | 1918年-2019年 |
| 議員在任 | 1937年-1988年 | 1947年-1990年 | 1952年-1980年 | 1952年-1990年 | 1947年-2003年 |
| 首相在任 | 1974年-1976年 | 1972年-1974年 | 1978年-1980年 | 1976年-1978年 | 1982年-1987年 |

## 相關連結
- 自由民主黨總裁選舉
- 安竹宮
- 金竹小
- 竹下派七奉行
- 角福戰爭
- 麻垣康三